# Hysterostomella guaranitica
Hysterostomella guaranitica är en svampart som beskrevs av Speg. 1885. Hysterostomella guaranitica ingår i släktet Hysterostomella och familjen Parmulariaceae.   Inga underarter finns listade i Catalogue of Life.